# Voguéo

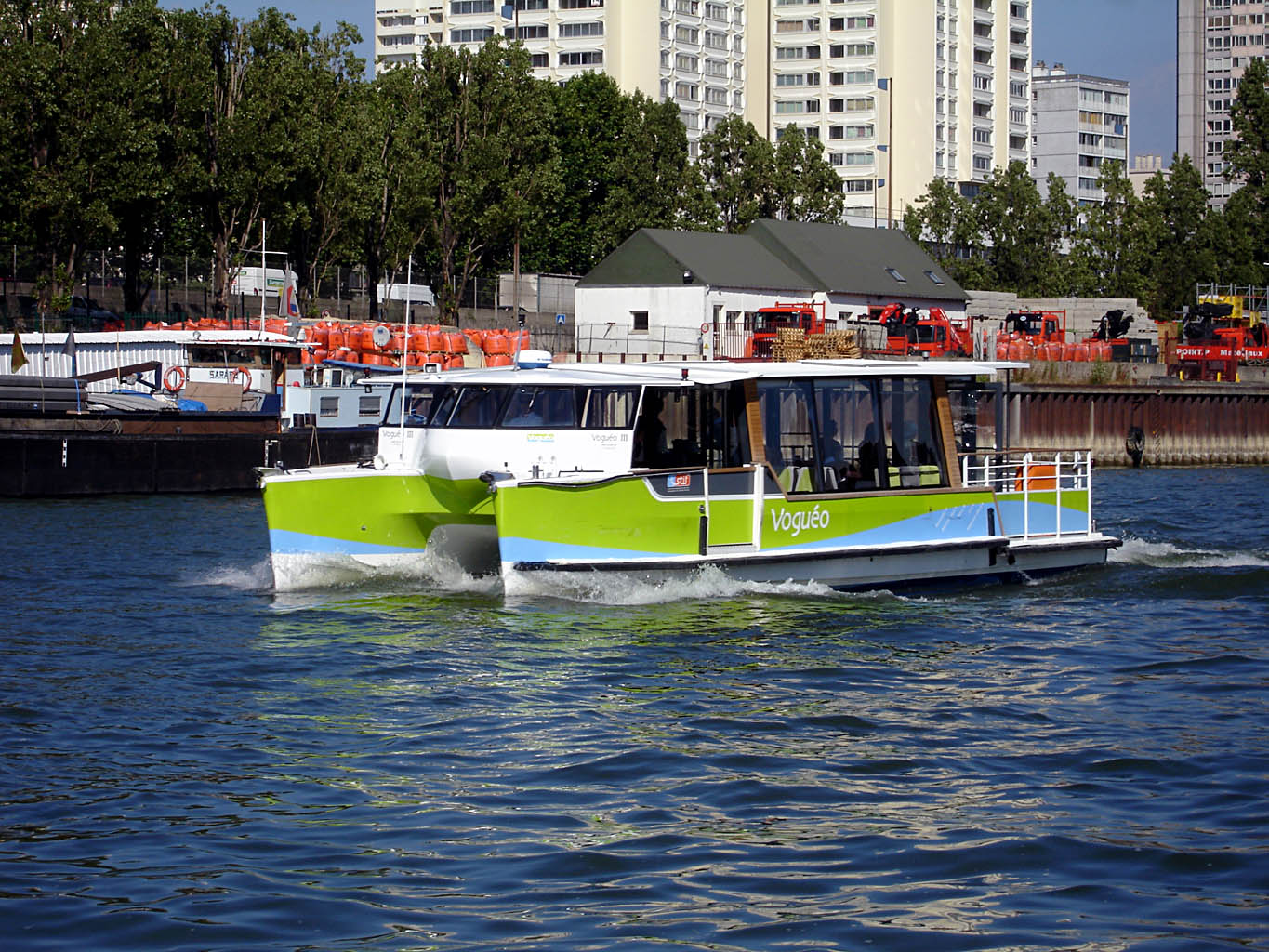
Nummer III der Voguéo-Katamarane auf der Seine, Juli 2008

Voguéo war die Bezeichnung einer von Juni 2008 bis 5. Juni 2011 testweise betriebenen Schiffslinie, die mit 4 Elektro-Katamaranen auf der Seine und der Marne zwischen Paris und dem südöstlichen Vorort Maisons-Alfort verkehrte.
Nach dieser 3-jährigen Testphase, wurde eine Weiterführung eines Betriebs ausgeschrieben.
Über eine Weiterbetrieb, eventuell ab 2013, ist (Stand 2022) nichts bekannt.
Bis Juni 2011 verkehrten die vier Boote lediglich zwischen Gare d'Austerlitz und der Station École Vétérinaire de Maisons-Alfort; geplant war mit Stand 30. Juni 2011 eine Verlängerung der Strecke seineabwärts in Richtung Westen.
Die Reisezeit für die Teststrecke, vorbei an der Nationalbibliothek, betrug etwa 35 Minuten. Im Gegensatz zu den bestehenden, touristischen Schifffahrtslinien auf der Seine, richtete sich der neue Voguéo-Service gezielt an Alltagsfahrer und Berufspendler; der Tarif war in die üblichen Zonen des Nahverkehrsnetzes der Île de France integriert.

## Frühgeschichte und Gegenwart

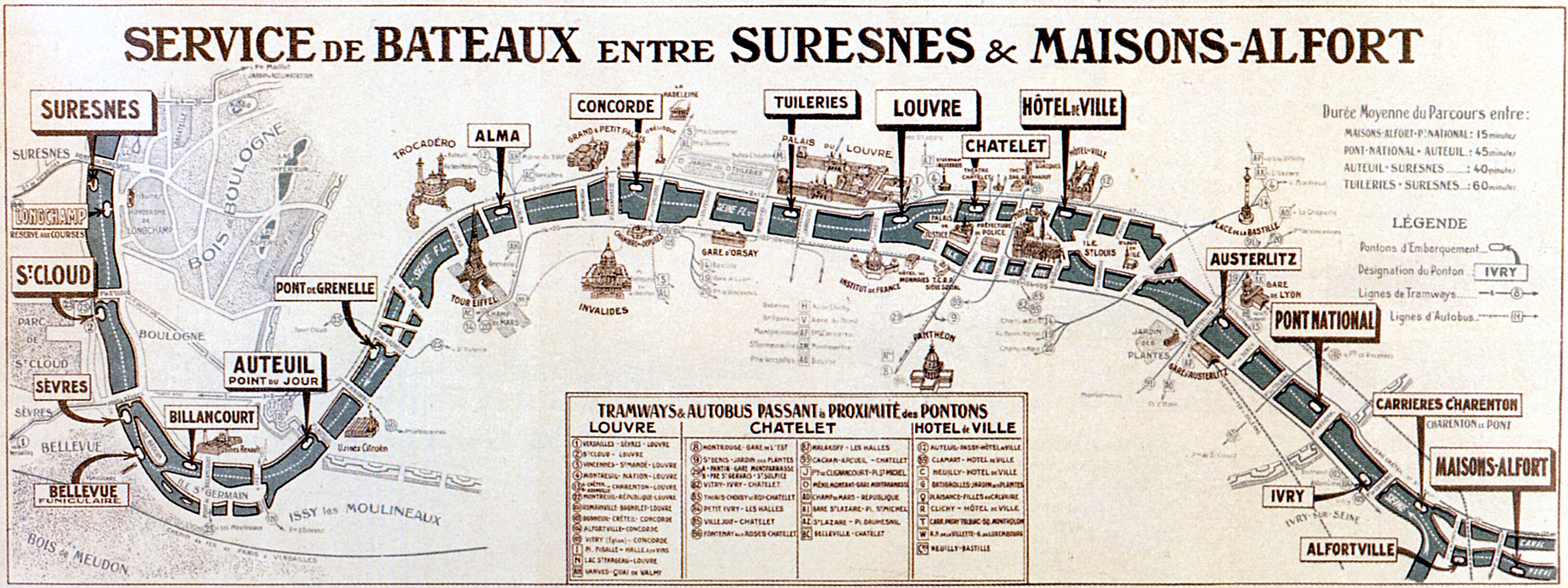
Betrieb bis 1934

Seit Mitte des 19. Jahrhunderts bis 1934 hatte es bereits einen Linienverkehr auf der Seine gegeben, damals allerdings durch ganz Paris bis in den westlichen Vorort Suresnes.
Im Jahr 2022 wird über Rundfahrten in der Seine für Touristen mit Booten mit oder ohne Glasdach von 3 Unternehmen berichtet, nicht jedoch über Boote im Sinn einer öffentlichen Verkehrslinie.